# 么铺站
么铺站（一作幺铺站）是位于贵州省安顺市西秀区幺铺镇的一个铁路车站，邮政编码561016。车站建于1964年，有沪昆铁路经过该站，现仅办理货运，不办理客运业务，车站及其上下行区间均已电气化。车站距离贵阳站109公里，隶属成都铁路局贵阳车务段，是四等站。